# PSO J318.5-22
PSO J318.5-22 je toulavá planeta, to jest extrasolární těleso velikosti planety, které neobíhá žádnou centrální hvězdu. Nachází se ve vzdálenosti asi 80 světelných let ve skupině pohybujících se hvězd BPMG (Beta Pictoris Moving Group). Objevena byla roku 2013 týmem astronomů pod vedením Michaela Liu, pracovníka Astronomického institutu Havajské univerzity, a to na snímcích pořízených pomocí dalekohledu PS1 ze soustavy Pan-STARRS. Objevitelský tým těleso původně klasifikoval jako hnědého trpaslíka spektrální třídy L. Stáří PSO J318.5-22 se, podobně jako stáří celé skupiny Beta Pictoris, odhaduje na 12 miliónů let.

## Fyzikální vlastnosti
Podle prvních měření má těleso hmotnost 6,5 +1,3
−1,0  hmotnosti Jupiteru a poloměr asi 0,8 poloměru Jupiteru. Modely naznačují teplotu 1160 +30
−40  Kelvinů.